# General Electric F110
Pour les articles homonymes, voir Classe F-110 et Hispania F110.
Le General Electric F110 est un turboréacteur double corps à double flux et postcombustion produit par GE Aviation. Disposant d'un faible taux de dilution, le F110 utilise la même conception de base que le General Electric F101. Le F118 est une variante sans postcombustion. Le moteur est également construit sous licence par Turkish Aerospace Industries.

## Conception et développement

### F-16
Le F-16 Fighting Falcon est entré en service propulsé par le Pratt & Whitney F100, turboréacteur à double flux avec postcombustion. Cherchant un moyen de réduire le coût unitaire, l’US Air Force a mis en œuvre le programme « Alternative Fighter Engine » (AFE) en 1984, selon lequel le contrat pour le moteur serait attribué par voie de concours. En juin 2005, le F110 équipait 86 % des F-16C/D de l’US Air Force.
Le F110-GE-100 fournit environ 117,8 kN de poussée, supérieure à celle produite par le F100-PW-200, et nécessite plus d'air, ce qui a conduit à l'augmentation de la surface de l'admission du moteur. Les F-16C/D Block 30 ont été les premiers à être construits avec ces entrées d'air plus grandes, capables d'accepter les deux moteurs. La commande initiale portait sur le F110-GE-100, capable de produire une poussée de 125 kN. Les suivantes incluaient le F110-GE-129, délivrant 131 kN, et le F110-GE-132 de 142 kN. Ceux des Émirats arabes unis sont équipés du F110-GE-132, tarés à une poussée maximum de 144,6 kN, le record pour un F-16,.

### F-14
Le F-14 Tomcat entra en service dans l’US Navy en 1973, propulsé par des Pratt & Whitney TF30. À la fin de la décennie, confronté à de nombreux problèmes avec les moteurs d'origine, qui ne supportaient pas bien les conditions de combat tournoyant (dogfights) et les remises de gaz brutales (et des problèmes similaires avec le Pratt & Whitney F100 sur les F-15 et F-16), le DoD commença à se préoccuper d'une mise à niveau des TF30-P-414A. Tandis que les problèmes d'entretien de ces moteurs étaient résolus, la consommation de carburant et la poussée, comparées au modèle initial, étaient considérablement dégradées pour ce que le l'on attendait du F-14, qui avait hérité de tous les équipements de la défunte version navalisée du F-111 et qui s'était considérablement alourdi.
En 1979, un dérivé du turboréacteur GE F101, dénommé F101-X, fut sélectionné pour équiper le F-14, et plus tard désigné F110-GE-400. La principale différence entre le F110-GE-400 et le F110-GE-100 est la longueur : le F110-GE-400 a une extension de tuyère de 1,30 m pour s'adapter à la cellule du F-14, qui est montée en aval de la postcombustion (afterburner). Le nouveau moteur fournissait 104 kN de poussée au niveau de la mer, valeur qui pouvait même atteindre 134 kN à une vitesse de Mach 0,9, à comparer aux 93 kN de poussée maximale que pouvait produire le TF30. Ces avions mis à niveau étaient désignés F-14B, comme le furent les avions de production motorisés avec le F110. Les mêmes moteurs ont également équipé la dernière variante de l'appareil, le F-14D.

### F-15
Deux moteurs F110-GE-129 de 131 kN de poussée propulsaient le premier lot de 40 chasseurs F-15K de la Corée du Sud. C'était la première production de F-15 avec moteurs GE, puisque tous les précédents modèles de F-15 étaient équipés de Pratt et Whitney. Les moteurs GE sont fabriqués grâce à un accord de licence conjointe avec Samsung Techwin Company. L'armée de l'air de Singapour a fait le même choix pour ses F-15SG. C’est également ce moteur qui équipe les F-15EX Eagle II livrés à l’armée de l’air américaine à partir de 2021.

## Utilisations
- F-14B/D Super Tomcat
- F-15S/F-15K/F-15SG/F-15EX Strike Eagle
- F-16 Fighting Falcon
- General Dynamics F-16XL
- Mitsubishi F-2
- TAI TF Kaan[6]